# Hollywood Palladium
El Hollywood Palladium és un teatre situat al número 6215 de Sunset Boulevard a Hollywood, Califòrnia. Va ser construït en estil streamline moderne d'art déco i disposa d'una superfície de 1.040 m2, una pista de ball que inclou un entresòl i una planta amb espai per a 4.000 persones. El teatre va ser inclòs al Registre Nacional de Llocs Històrics el 2016 i designat Monument Cultural Històric de Los Angeles núm. 1130 el 28 de setembre del mateix any.

## Història
L'editor de Los Angeles Times, Norman Chandler, va finançar-ne la construcció amb un cost d'1,6 milions de dòlars el 1940. Va ser construït on hi havia el solar original de Paramount Pictures i es troba entre les avingudes Argyle i El Centro. La sala de ball va ser dissenyada per Gordon Kaufmann, el mateix arquitecte de la Greystone Mansion, l'hipòdrom de Santa Anita a Arcàdia, la Presa Hoover i els primers dormitoris de l'Institut Tecnològic de Califòrnia. La sala de ball es va inaugurar el 31 d'octubre de 1940 amb un concert de Tommy Dorsey i Frank Sinatra.
Durant la Segona Guerra Mundial, el Hollywood Palladium va acollir emissions de ràdio amb Betty Grable saludant les peticions de cançons dels militars. Quan els concerts de Big Band van començar a perdre popularitat a la dècada del 1950, s'hi van celebrar balls benèfics, esdeveniments polítics, espectacles d'automòbils i concerts de rock. L'any 1961 es va convertir en la seu del programa Lawrence Welk Show.
L'orquestra de Tito Puente va actuar-hi regularment entre 1957 i 1977. El president John Fitzgerald Kennedy va assistir-hi a un sopar ofert en el seu honor pel Partit Demòcrata el 18 de novembre de 1961. La Pop Expo '69 va ser un esdeveniment juvenil celebrat del 28 de març al 6 d'abril de 1969 i va incloure-hi actuacions de The Jimi Hendrix Experience i MC5. El 1973, Stevie Wonder va actuar amb el músic de blues Taj Mahal en benefici dels refugiats africans.
A partir de la dècada del 1980 i 1990 s'hi van començar a fer concerts de punk rock, rap i heavy metal. Més endavant, s'hi van produir diversos avalots que, finalment, van portar al tancament del Hollywood Palladium durant vuit setmanes, a partir del febrer de 1993.
El 2007, els propietaris van acordar un contracte d'arrendament amb Live Nation, una empresa amb seu a Los Angeles. El Hollywood Palladium va reobrir amb un concert de Jay-Z el 15 d'octubre de 2008 després d'unes reformes milionàries. La renovació va incloure una reforma de l'interior i exterior del recinte, una nova pista de ball, l'ampliació de les concessions, la millora dels banys i millores en la infraestructura escènica. Jay-Z va actuar durant una hora i mitja amb el suport d'una banda de vuit membres i DJ AM.
L'ajuntament de Los Angeles va aprovar l'ampliació de l'aparcament el març de 2016. El pla consta de dues torres residencials de 28 pisos que envolten l'històric local musical, un espai comercial davant i un aparcament soterrat.

## En la cultura popular
El Hollywood Palladium ha aparegut en moltes pel·lícules i programes de televisió al llarg dels anys:
- El dia de la llagosta (1975).[11]
- Skatetown, U.S.A. (1979).[12][13]
- L'escena del concert final a The Blues Brothers representat com Palace Hotel Ballroom. L'exterior era en realitat el South Shore Country Club de Chicago (1980).[2]
- Richard Pryor va actuar en dues dates el desembre de 1981 i va ser filmat per a l'estrena teatral Richard Pryor: Live on the Sunset Strip el març de 1982.
- Keith Richards va presentar un CD i DVD del seu concert en solitari Live at the Hollywood Palladium, December 15, 1988.
- La banda de punk rock Bad Religion va gravar Live at the Palladium l'any 2006, un recull dels seus dos dies d'actuacions.
- La banda de thrash metal Megadeth va filmar-hi un DVD en directe basat en el 20è aniversari del seu àlbum Rust in Peace.
- Luna Sea hi va fer el seu primer concert americà el 4 de desembre de 2010. Va ser gravat en 3D i publicat com a àlbum en directe i pel·lícula concert, Luna Sea 3D in Los Angeles.[14]
- El 2016 Dave Chappelle va filmar el seu especial de Netflix al Hollywood Palladium.